# Distretto di Drabiv
Il distretto di Drabiv (in ucraino Драбівський район?) era un distretto (rajon) dell'Ucraina, situato nell'oblast' di Čerkasy. Il suo capoluogo era Drabiv.
È stato soppresso con la riforma amministrativa del 2020.